# Timothy J. Clark
Timothy James Clark (oft T. J. Clark; * 12. April 1943 in Bristol, England) ist ein britischer Kunsthistoriker, der durch Arbeiten zur Sozialgeschichte der Kunst hervorgetreten ist.
Clark wurde zunächst als marxistischer Kunsthistoriker berühmt. Er ist Professor für Kunstgeschichte an der University of California, Berkeley. Er beschäftigt sich mit einer besonderen Form malerischen Denkens, die er ground level painting nennt. Künstler, die ihn in diesem Zusammenhang besonders interessieren, sind Nicolas Poussin, Pieter Bruegel und Paolo Veronese.

## Leben
Clark besuchte die Bristol Grammar School, bevor er am St. John’s College der University of Cambridge studierte. Er schloss das Studium dort 1964 mit Auszeichnung ab. 1973 promovierte er am Courtauld Institute of Art der University of London und unterrichtete von 1967 bis 1969 an der University of Essex und dann von 1970 bis 1974 am Camberwell College of Arts in London. In dieser Zeit war er auch Mitglied der britischen Sektion der Situationistischen Internationalen, aus der er zusammen mit den anderen Mitgliedern der britischen Sektion ausgeschlossen wurde. Er war auch Mitglied der Gruppe King Mob.
1973 publizierte er zwei Bücher, die beide auf seiner Dissertation basierten und seine Karriere begründeten. The Absolute Bourgeois: Artists and Politics in France, 1848-1851 und Image of the People: Gustave Courbet and the Second French Republic, 1848-1851 wurden als Manifeste einer neuen Kunstgeschichte in englischer Sprache rezipiert.
1974 wurde seine Position als visiting professor an der University of California, Los Angeles (UCLA) in die eines associate professor umgewandelt. Clark kehrte nach England zurück und übernahm 1976 die Leitung des Departments of Fine Arts an der University of Leeds. 1980 wurde Clark Professor am Department of Fine Arts der Harvard University, was ablehnende Reaktionen konservativerer Kunsthistoriker am selben Department hervorrief. Sein Hauptgegner in Harvard war der Renaissance-Spezialist Sydney Freedberg, mit dem es zu einer öffentlichen Kontroverse kam. 1988 nahm Clark einen Ruf an die University of California in Berkeley an.
In den frühen 1980ern schrieb Clark den Essay Clement Greenberg's Theory of Art, der sich kritisch mir den vorherrschenden modernistischen Theorie auseinandersetzte. Dies führte zu einer wissenschaftlichen Auseinandersetzung mit Michael Fried. Aus diesem Meinungsaustausch entstand ein produktiver Gedankenaustausch zwischen Clark und Fried.
Trotz früherer Ansätze zu einer Sozialgeschichte der Kunst im englischsprachigen Raum (Frederick Antal) waren Clarks Arbeiten bahnbrechend für die Durchsetzung einer Sozialgeschichte der Kunst, die sich von der traditionellen Stilgeschichte und Ikonologie unterscheidet. In seinen Büchern betrachtet er moderne Gemälde als Versuche, die sozialen und politischen Bedingungen des modernen Lebens zu artikulieren.
Seit seinem experimentellen Buch The Sight of Death von 2008 hat er auch eigene Gedichte in seine Bücher aufgenommen, um die von ihm analysierte Rezeption bildender Kunstwerke zu dokumentieren.

## Auszeichnungen
1992 wurde Clark in die American Academy of Arts and Sciences gewählt. Seit 2001 ist er korrespondierendes Mitglied der British Academy. 2006 wurde er vom Courtauld Institute of Art mit einem "honorary degree" ausgezeichnet. Seit 2007 ist er gewähltes Mitglied der American Philosophical Society.

## Schriften (Auswahl)
- Image of the People: Gustave Courbet and the 1848 Revolution (1973), Neuausgabe: Thames & Hudson, 1982, ISBN 0-500-27245-X.
- The Absolute Bourgeois: Artists and Politics in France, 1848-1851 (1973), dt. Der absolute Bourgeois. Künstler und Politik in Frankreich 1848 - 1851. Rowohlt, Reinbek bei Hamburg 1981.
- The Painting of Modern Life: Paris in the Art of Manet and his Followers (1985), überarbeitete Neuausgabe Princeton University Press, 1999, ISBN 0-691-00903-1.
- Farewell to an Idea: Episodes from a History of Modernism, Paperbackausgabe, B&T 2001, ISBN 0-300-08910-4.
- Afflicted Powers: Capital and Spectacle in a New Age of War (mit UC Berkeley Geographie Professor Michael Watts und zwei unabhängigen Autoren aus der San Francisco Bay Area Iain Boal und Joseph Matthews), Verso Books 2005, ISBN 1-84467-031-7.
- The Sight of Death: An Experiment in Art Writing, Paperbackausgabe, Yale University Press, 2008, ISBN 0-300-13758-3. Abhandlung über zwei Gemälde von Nicolas Poussin
- If These Apples Should Fall: Cézanne and the Present, Thames and Hudson, 2022, ISBN 978 0 500 02528 4.